# Лос-Навальморалес
Лос-Навальморалес (ісп. Los Navalmorales) — муніципалітет в Іспанії, у складі автономної спільноти Кастилія-Ла-Манча, у провінції Толедо. Населення — 2728 осіб (2010).
Муніципалітет розташований на відстані близько 110 км на південний захід від Мадрида, 55 км на захід від Толедо.
На території муніципалітету розташовані такі населені пункти: (дані про населення за 2010 рік)
- Лос-Навальморалес: 2717 осіб
- Ріо-Седена: 11 осіб

## Демографія
Динаміка населення (INE ):

## Галерея зображень

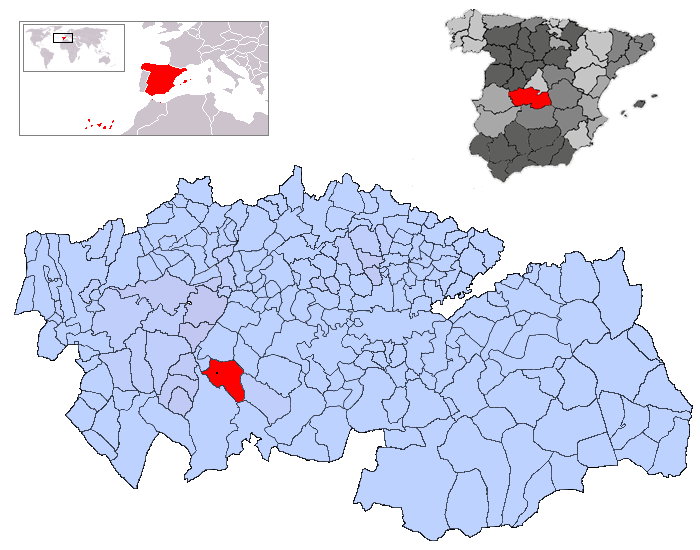
Розташування муніципалітету у провінції Толедо